# Odlikovanja Republike Slovenije
Odlikovanja Republike Slovenije  so najvišja priznanja Republike Slovenije za izjemne zasluge in dejanja posebnega pomena za blaginjo Slovenije in so po Zakonu o odlikovanjih Republike Slovenije razdeljena na znake, rede in medalje; podeljuje jih predsednik Slovenije.

## Odlikovanja
- častni znak svobode Republike Slovenije

- zlati častni znak svobode Republike Slovenije
- srebrni častni znak svobode Republike Slovenije
- častni znak svobode Republike Slovenije

## Redi
- red za izredne zasluge
- red za zasluge

- zlati red za zasluge
- srebrni red za zasluge
- red za zasluge

## Medalje
- medalja za zasluge
- medalja za hrabrost
- medalja za častna dejanja